# Denzel Valentine
Denzel Robert Valentine (* 16. November 1993 in Lansing, Michigan) ist ein US-amerikanischer Basketballspieler.
Valentine wurde bereits zum Ende seines Studiums 2016 von verschiedenen Gremien als bester Basketballspieler der NCAA ausgezeichnet, bevor er im anschließenden Draftverfahren der NBA an 14. Stelle von den Chicago Bulls ausgewählt wurde.

## Werdegang

### College
Nach dem Ende der Schulzeit an der J. W. Sexton High School in Lansing begann Valentine ein Studium am selben Ort an der Michigan State University, an der bereits sein Vater Carlton Valentine studiert und Basketball gespielt hatte. Denzel Valentine spielte von 2012 an vier Jahre lang für die Hochschulmannschaft Spartans unter Trainer Tom Izzo in der Big Ten Conference der NCAA. Während Valentines Studienzeit gewann die Mannschaft 2014 und 2016 das Big Ten Tournament, wobei Valentine beim letzten Titelerfolg als bester Spieler des Finalturniers geehrt wurde, nachdem er bereits „Spieler des Jahres“ der Big Ten Conference geworden war.
In der landesweiten NCAA-Endrunde steigerten sich die Spartans, die den Titel zuletzt im Jahr 2000 gewonnen hatten, mit Valentine zunächst stetig. Nach dem Achtelfinaleinzug ins Sweet Sixteen 2013, als man den Duke Blue Devils unterlag, scheiterte die Mannschaft ein Jahr später im „Regional final“ der Elite Eight am späteren Titelgewinner UConn Huskies, bevor man 2015 in das prestigeträchtige Final-Four-Turnier einzog. Dort unterlag die Mannschaft im Halbfinale jedoch erneut dem späteren Titelgewinner Duke Blue Devils. In der folgenden Endrunde 2016 galt die Mannschaft mit unter anderem dem Deutsch-Amerikaner Gavin Schilling nach dem neuerlichen Gewinn des Big Ten Tournaments als einer der Anwärter auf den Titelerfolg, unterlag jedoch in einem der größten Überraschungen der NCAA-Geschichte im Auftaktspiel den deutlich schwächer eingestuften Blue Raiders der Middle Tennessee State University. Er stand bei der Vergabe mehrerer Auszeichnungen in Konkurrenz zu Buddy Hield: Valentine erhielt teilweise zuvor und auch danach mehrere Auszeichnungen als Spieler des Jahres der NCAA, so von der Vereinigung der College-Basketballtrainer NABC, von Associated Press, NBC Sports und anderen Gremien.
Bereits 2015 war Valentine in die Auswahl der Vereinigten Staaten für die Panamerikanischen Spiele 2015 in Toronto berufen worden. Die Nationalmannschaft bestand erstmals aus einer gemischten Auswahl von Profis aus Übersee wie unter anderem Bobby Brown und Keith Langford sowie studentischen Spielern der NCAA wie unter anderem Taurean Prince, Malcolm Brogdon und Valentine, aber ohne NBA-Spieler. Nach einer Vorrundenniederlage gegen den späteren Titelgewinner Brasilien verlor die Mannschaft das Halbfinale knapp gegen Gastgeber Kanada, bevor man sich im „kleinen Finale“ die Bronzemedaille gegen die Dominikanische Republik sicherte.

### Profi
Ein Jahr später 2016 wurde Valentine nach Ende seines Studiums im NBA-Draftverfahren zwei Plätze hinter Prince an 14. Stelle von den Chicago Bulls ausgewählt. Im Spieljahr 2016/17 kam er auf 57 Hauptrundenspiele für Chicago und erzielte im Durchschnitt 5,1 Punkte je Begegnung. Diesen Wert verdoppelte er 2017/18, als er in 77 NBA-Einsätzen 10,2 Punkte pro Partie verbuchte. Im November 2018 musste er sich einer Knöcheloperation unterziehen und verpasste deshalb die vollständige Saison 2018/19. Bis 2022 bestritt Valentine insgesamt 260 Spiele in der NBA. Er spielte in seinem Heimatland ebenfalls in der NBA G-League.
In der Saison 2023/24 stand er bei den Sydney Kings in Australien unter Vertrag. Anfang April 2024 wurde er von Olimpia Mailand verpflichtet. Mit dem Beginn der Saison 2024/25 wechselte er innerhalb Italiens zum Erstligaaufsteiger Pallacanestro Trieste.
Im Juli 2025 wurde Valentine von Reyer Venezia Mestre unter Vertrag genommen.

## Karriere-Statistiken

### NBA

#### Hauptrunde
| Saison  | Team             | GP  | GS | MPG  | FG % | 3P % | FT % | RPG | APG | SPG | BPG | PPG  |
| ------- | ---------------- | --- | -- | ---- | ---- | ---- | ---- | --- | --- | --- | --- | ---- |
| 2016–17 | Chicago          | 57  | 0  | 17.1 | .354 | .351 | .778 | 2.6 | 1.1 | 0.5 | 0.1 | 5.1  |
| 2017–18 | Chicago          | 77  | 37 | 27.2 | .417 | .386 | .745 | 5.1 | 3.2 | 0.8 | 0.1 | 10.2 |
| 2019–20 | Chicago          | 36  | 5  | 13.6 | .409 | .336 | .750 | 2.1 | 1.2 | 0.7 | 0.2 | 6.8  |
| 2020–21 | Chicago          | 62  | 3  | 16.7 | .373 | .331 | .941 | 3.2 | 1.7 | 0.5 | 0.1 | 6.5  |
| 2021–22 | Cleveland / Utah | 24  | 0  | 9.3  | .379 | .404 |      | 1.8 | 0.5 | 0.3 | 0.0 | 2.9  |
| Gesamt  | Gesamt           | 256 | 45 | 18.8 | .394 | .360 | .787 | 3.3 | 1.8 | 0.6 | 0.1 | 7.0  |

#### Play-offs
| Saison  | Team    | GP | GS | MPG | FG % | 3P % | FT % | RPG | APG | SPG | BPG | PPG |
| ------- | ------- | -- | -- | --- | ---- | ---- | ---- | --- | --- | --- | --- | --- |
| 2016–17 | Chicago | 4  | 0  | 5.5 | .333 | .250 |      | 2.0 | 0.5 | 0.0 | 0.3 | 1.3 |
| Gesamt  | Gesamt  | 4  | 0  | 5.5 | .333 | .250 | -    | 2.0 | .5  | .0  | .3  | 1.3 |